# Haiti nos Jogos Olímpicos de Verão de 1900
Um esgrimista de nacionalidade haitiana competiu nos Jogos Olímpicos de Verão de 1900, em Paris, fazendo dele o primeiro atleta olímpicos do Haiti. Não foi antes dos Jogos Olímpicos de Verão de 1924, todavia, que o país enviou uma delegação para participar dos Jogos.

## Resultados por Evento

### Esgrima
Esgrima nos Jogos Olímpicos de Verão de 1900
| Evento  | Posição | Aleta           | Primeira rodada       | Quartas-de-final | Repescagem  | Semifinais  | Final       |
| ------- | ------- | --------------- | --------------------- | ---------------- | ----------- | ----------- | ----------- |
| Florete | 44-60   | Léon Thiércelin | Não avançou pelo juri | Não avançou      | Não avançou | Não avançou | Não avançou |
| Espada  | 19-54   | Léon Thiércelin | 3º-6º na chave C      | Não avançou      | Não avançou | Não avançou | Não avançou |